# Mislim, torej sem
Mislim, torej sem (latinsko Cogito ergo sum) je izrek filozofa Descartesa.
"Mislim, torej sem" je izrek Reneja Descartesa (René Descartes), francoskega filozofa, ki je živel in delal med letoma 1596 in 1650. Ideja ni nova, saj se že pri Avguštinu pojavi v obliki 
"Tudi če se motim, obstajam", je pa bil Descartes tisti, ki jo je prvič ubesedil v znani izrek "Mislim, torej sem".
Izrek je prvič objavil v delu »Razprava o metodi« (1637), in sicer v francoski obliki kot "Je pense donc je suis". V istem delu je napisal tudi, da razlike v mnenjih ne nastajajo zaradi razlik v inteligenci, ampak predvsem zaradi tega, ker uporabljamo različne pristope in upoštevamo različne stvari. Ni dovolj, da zgolj posedujemo pamet, moramo jo pametno uporabiti. Descartes je menil, da novega vedenja ne smemo graditi zgolj na starih spoznanjih. Iskati in postavljati je potrebno tudi nove temelje vednosti.